# Monetizace webových stránek
Monetizace webových stránek (také jen monetizace webu) je proces přeměny stávajícího provozu nevýdělečných stránek na stránky výdělečné. Výraz je užívaný především odborníky z marketingu (ekonomický výraz monetizace je převod čehokoli do zákonných platebních metod).
Nejoblíbenějšími způsoby monetizace webových stránek jsou implementace reklamy s platbou za proklik (PPC) a nebo z cenou za zobrazení (CPI/CPM). Různé reklamní sítě usnadňují webmasterům umísťování reklam na stránky webu, aby těžili z jeho návštěvnosti.

## Příklady monetizace webových stránek

### Firemní stránky
Firemní stránky, aby vydělávaly, musí prodávat produkty či služby. Stránky pro prodej musí mít návštěvnost (stránky, kam nikdo nepřijde, nic neprodávají). Pokud mají návštěvnost, dají se dále optimalizovat (sledováním návštěvníků, testováním, přidáváním prvků …). K zajištění návštěvnosti firemních stránek lze využít např.:
- kampaně (například PPC kampaně)
- affiliate marketing
- optimalizace pro vyhledávače (SEO), linkbuilding a PR články

### Obsahové stránky
Jedná se většinou o osobní blogy, deníčky, virální weby apod. Webové stránky by měly být kvalitní a navštěvované. K jejich monetizaci lze využít:
- reklamy (AdSense, SKLIK …)
- umístění PR článků
- zpoplatnění obsahu